# Bassoncourt
Bassoncourt  là một xã thuộc tỉnh Haute-Marne trong vùng Grand Est đông bắc nước Pháp. Xã này nằm ở khu vực có độ cao trung bình 345 mét trên mực nước biển. Xã Bassoncourt có diện tích 6,49 km2, dân số năm 2006 là 70 người.

## Biến động dân số
| Năm    | 1962 | 1968 | 1975 | 1982 | 1990 | 1999 | 2006 |
| ------ | ---- | ---- | ---- | ---- | ---- | ---- | ---- |
| Dân số | 117  | 119  | 114  | 101  | 77   | 73   | 70   |